# 盖拉布龙
盖拉布龙（德語：Gerabronn，發音：[ɡeːʁaˈbʁɔn] ⓘ）是德国巴登-符腾堡州斯图加特行政区施瓦本哈尔县的城市，面积40.38平方千米，2023年12月31日人口为4,520人。